# レアンドロ・リカルド・ヴィエイラ
レアンドロ・リカルド・ヴィエイラ（Leandro Ricardo Vieira、1979年4月3日 - ）は、ブラジル・サンパウロ州サントアンドレ出身のプロサッカー選手。ポジションはミッドフィールダー（ウィングバック）。

## 経歴
2000年にコリチーバFCでキャリアをスタート。コロンビアのデポルティーボ・パストへのレンタル移籍を経て、2004年にクルーベ・マルトロンに移籍。7月には京都パープルサンガに移籍するも、1試合のみの出場で退団。2005年ヴェラノポリスECRCに移籍。7月、同郷のアドリアーノ・ファリア・ピメンタ、チアゴ・ベルナルジーニ、アドリアーノ・スパドトと共にスイス・スーパーリーグのFCトゥーンに移籍。UEFAチャンピオンズリーグ 2005-06では6試合に先発しクラブを過去最高の32強に導いた。 
2007年チェコのFKテプリツェに移籍したが、Bチームとの契約でトップチームでの出番はなかった。

## 個人成績
| 国内大会個人成績 | 国内大会個人成績 | 国内大会個人成績 | 国内大会個人成績 | 国内大会個人成績 | 国内大会個人成績 | 国内大会個人成績 | 国内大会個人成績 | 国内大会個人成績 | 国内大会個人成績 | 国内大会個人成績 | 国内大会個人成績 |
| 年度             | クラブ           | 背番号           | リーグ           | リーグ戦         | リーグ戦         | リーグ杯         | リーグ杯         | オープン杯       | オープン杯       | 期間通算         | 期間通算         |
| 年度             | クラブ           | 背番号           | リーグ           | 出場             | 得点             | 出場             | 得点             | 出場             | 得点             | 出場             | 得点             |
| 日本             | 日本             | 日本             | 日本             | リーグ戦         | リーグ戦         | リーグ杯         | リーグ杯         | 天皇杯           | 天皇杯           | 期間通算         | 期間通算         |
| ---------------- | ---------------- | ---------------- | ---------------- | ---------------- | ---------------- | ---------------- | ---------------- | ---------------- | ---------------- | ---------------- | ---------------- |
| 2004             | 京都             | 13               | J2               | 1                | 0                | -                | -                |                  |                  |                  |                  |
| 通算             | 日本             | 日本             | J2               | 1                | 0                | -                | -                |                  |                  |                  |                  |
| 総通算           | 総通算           | 総通算           | 総通算           | 1                | 0                | 0                | 0                |                  |                  |                  |                  |